# Sistema penitenciario
Los términos instituciones penitenciarias y sistema penitenciario designan a las instituciones o al sistema establecido para el cumplimiento de las penas previstas en las sentencias judiciales; especialmente las penas de reclusión, cuyo propósito, en el derecho penal contemporáneo y el derecho penitenciario, es la reinserción social del condenado. Otro tipo de penas, como la pena de muerte, el trabajo social, la libertad vigilada, etc., tienen una relación más o menos indirecta con las instituciones penitenciarias, aunque también forman parte del sistema penal. Menos relación tienen otras penas, como las denominadas penas pecuniarias (multas) o la pena de privación de ciertos derechos (especialmente el derecho de sufragio).
Habitualmente la institución penitenciaria es la cárcel o prisión, pero la denominación puede ser diferente, así como su organización administrativa y sus métodos y características: centros penitenciarios abiertos o cerrados, de mínima seguridad o máxima seguridad, hospitales o centros psiquiátricos penitenciarios (hospital penitenciario, hospital psiquiátrico penitenciario), etc.
La reforma penal ha sido, desde el siglo XIX, una constante de los filántropos y reformistas sociales.

Odia al delito, compadece al delincuente
Concepción Arenal

Desde un punto de vista sociológico, las instituciones penitenciarias comparten características con otras instituciones disciplinarias (concepto de Michel Foucault).

## Presidios y colonias penitenciarias
Era común, en la Edad Moderna y el inicio de la Edad Contemporánea, el establecimiento de presidios en zonas lejanas (para España, las plazas de soberanía en el Norte de África), o de colonias penitenciarias aún más lejanas (para el Reino Unido, Australia).

## Instituciones penales juveniles
El tratamiento de la delincuencia juvenil se suele hacer a través de instituciones diferenciadas, antiguamente llamadas correcionales.

## Evaluación psicológica forense (EPF) en el ámbito penitenciario según el Reglamento penitenciario
La psicología forense trabaja con los presidiarios reconociendo pruebas psicométricas y técnicas proyectivas, participando en la clasificación de los reos, así como en su programa de tratamiento. Estos psicólogos también colaboran con pedagogos, estudian informes de educadores y creando programas de tratamiento psicológico, tanto individual como grupal. Otra de sus labores principales es la evaluación de la reincidencia. La reincidencia depende de factores personales (el control de los impulsos, la baja autoestima, la posibilidad de tener rasgos psicópatas, el consumo de tóxicos), familiares (educación, recursos económicos, valores familiares pro delictivos, problemas de salud mental en los progenitores o demás familia) y sociolaborales ( el entorno rural o urbano, contactos sociales positivos o negativos, motivaciones para el desarrollo laboral, tipo de trabajo, realismo en las metas).  
La evaluación y el tratamiento psicológico también juega un importante papel en relación con este ámbito y de acuerdo al Reglamento Penitenciario busca:   
- Estudiar la personalidad de los internos para conocer:

1. Personalidad
2. Aptitudes
3. Actitudes
4. Motivaciones
5. Todo lo que sea de interés

- Reconoce pruebas psicométricas y técnicas proyectivas
- Participación en la clasificación
- Participación en el programa de tratamiento
- Participación (vocal) en equipos de observación y tratamiento
- Estudiar informes de educadores
- Colaborar con pedagogos
- Psicología industrial en talleres
- Programas de tratamiento psicológico individual y grupal

### El psicólogo en el ámbito penitenciario
Según Soria y Sáiz, doctores en psicología de la Universidad Autónoma de Barcelona, este profesional abarca casi todas las especialidades de tipo psicológico para poder llevar a cabo su trabajo. Este hecho se debe a que trabajan en instituciones en las cuales hay personas privadas de su libertad y pasan las 24 horas del día en estos establecimientos en los cuales realizan diversas actividades educativas, escolares, deportivas, etc. Por este motivo, el psicólogo que trabaja en el medio penitenciario abarca casi todas las áreas de la Psicología Aplicada: ejerce de psicólogo escolar o educativo puesto que se encarga de la formación de los internos en colaboración con otros especialistas del Cuerpo Técnico de Instituciones Penitenciarias, actúa como psicólogo deportivo en la aplicación de programas de intervención basados en la actividad física y desempeña su tarea como psicólogo clínico ya que muchos internos padecen trastornos psicopatológicos además de ansiedad, depresión, etc.
Soria, señala que el psicólogo debe tener en cuenta cuatro directrices esenciales en las intervenciones psicológicas realizadas en estas instituciones:
- Respeto a los derechos fundamentales de los presos (legales, constitucionales y reglamentarios).
- Importancia de la individualización de la intervención de cada recluso.
- La propia especialización profesional de cada psicólogo.
- Seguir las normas indicadas por la Dirección General de Instituciones Penitenciarias.

#### Funciones del psicólogo en el ámbito penitenciario
Las funciones más importantes del psicólogo en el ámbito penitenciario son la evaluación, diagnóstico y tratamiento de los internos. El psicólogo de prisiones pertenece administrativamente al Ministerio de Justicia y sus funciones se encuentran muy determinadas.
Las dos fuentes más esenciales de información para los psicólogos de prisiones son los extra-tests y las estrategias psicológicas. Los extra-tests (toda aquella otra información diferente de la que puedan aportar las pruebas psicológicas) pueden provenir del expediente, protocolo, testimonio de sentencia, testimonio de familiares y amigos, etc.
Las estrategias psicológicas se componen fundamentalmente de la entrevista y la observación. La entrevista se realiza en cuatro momentos distintos (inicial, de evaluación, de planificación y seguimiento, y terapéutica).
- Inicial: su objetivo es el conocimiento e identificación de la problemática del sujeto. Se considera una toma de contacto.
- De evaluación: centrada en la recopilación de datos personales y de aspectos relevantes en la vida del sujeto.
- De planificación y seguimiento: se revisan los objetivos planificados, se observa y se comenta su estancia en prisión.
- Terapéutica: se argumentan los objetivos que hay que conseguir, planificación de cambios, se intenta motivar para que participe en diversas actividades, se interviene en crisis personales, evaluación del programa de intervención, etc.

La observación es una técnica ampliamente utilizada en el medio penitenciario y la realizan los educadores, maestros de talleres, trabajadores de vigilancia y, a veces, es también miembro activo del equipo técnico y transmisor de esta información en la Junta de Tratamiento. 
Se observa el comportamiento individual (aspecto físico, higiene personal y de su celda, estado de ánimo y llamadas al exterior: con quién y con qué frecuencia), el comportamiento en grupo (con quién se relaciona en el módulo, grupo de internos al que pertenece, papel que desempeña en el grupo, grado de influenciabilidad que muestra y participación en actividades) y las actitudes (hacia sus compañeros y funcionarios, ante el tratamiento, hacia su familia y en las diferentes actividades que realiza).
Las pruebas psicométricas y proyectivas también componen una parte importante de las funciones del psicólogo de prisiones para evaluar al interno. Se aplican diversas pruebas de personalidad, inteligencia, capacidades y habilidades especiales. Algunas de las más usadas son: 
- Tabla de Variables de Riesgo (TVR)
- Tabla de Concurrencias de Circunstancias Peculiares (CCP)
- Tabla de Evidencia del Riesgo de Suicidio (ERS)
- HCR-20. Assessing risk for violence (v.2)
- Escala de Predicción de la Conducta Violenta y Riesgo de Reincidencia (EPCV-RR)

El establecer un diagnóstico del interno es una de las funciones esenciales del psicólogo. Distinguir la normalidad de la patología, y diferenciar los niveles de gravedad, en cualquiera de las variables psicológicas, tiene una repercusión fundamental para cualquier actividad del psicólogo de prisiones (informe, tratamiento, pericia y responsabilidad, etc).
Otra función esencial del psicólogo en la prisión es el tratamiento rehabilitador del interno. La elaboración de programas, su evaluación e implementación son primordiales. Para la consecución de la finalidad resocializadora de la pena privativa de libertad, la Administración Penitenciaria: 
- Diseña programas formativos orientados a desarrollar las aptitudes de los internos, enriquecer sus conocimientos, mejorar sus capacidades técnicas o profesionales y compensar sus carencias.
- Utiliza los programas y las técnicas de carácter psicosocial que vayan orientadas a mejorar las capacidades de los internos y a abordar aquellas problemáticas específicas que puedan haber influido en su comportamiento delictivo anterior.
- Potencia y facilita los contactos del interno con el exterior contando, siempre que sea posible, con los recursos de la comunidad como instrumentos fundamentales en las tareas de reinserción.
- Programas de tratamiento: las actividades de tratamiento se realizarán tanto en el interior de los centros penitenciarios como fuera de ellos, en función, en cada caso de las condiciones más adecuadas para la consecución de los fines constitucionales y legales de la pena privativa de libertad.

## Sistema de individualización
El sistema español surge con la Ley General Penitenciaria en el año 1979, estando las medidas orientadas a la resocialización sin poder tratarse de trabajos forzados como anteriormente. Se establecen tres grados (cerrado, ordinario, y semilibertad), existiendo además un cuarto grado que es el de libertad condicional.
En comparación con el sistema progresivo clásico, al condenado se le clasificará en el grado más favorable que le corresponda según el tipo de condena, peligrosidad del sujeto, reinserción social que pueda tener, reincidencia, situación personal y familiar..., siendo estos algunos de los factores que se tendrán en cuenta para determinar el grado del condenado. Habiendo para lo anterior una excepción que se introdujo con la reforma del año 2003, la cual es el periodo de seguridad, reflejada en el artículo 36.2 del Código Penal, que establece que con carácter general cuando un condenado esté penado está con pena superior a cinco años no será clasificado en tercer grado hasta que no haya cumplido la mitad de la pena, el legislador podrá, acorde a los informes que ofrezca el Juzgado de Vigilancia Penitenciaria, podrá permitir o no ese tercer grado antes de cumplir la mitad de la pena.

### Tipos de delincuentes
Los diferentes tipos de delincuentes los podemos reducir a:
- Primarios:
  - Su delito es algo puntual, en un momento y en circunstancias especiales (p.ej. delitos pasionales, homicidio imprudente...).
  - El ingreso en prisión supone un gran impacto para ellos.
  - Suelen aprovechar su tiempo: estudios.
  - Generalmente no reinciden.
  - Peligro de suicidio.
- Ocasionales:
  - Individuos que, aunque son capaces de vivir conforme a las normas sociales, cuando encuentran la ocasión apropiada no dudan en transgredir la Ley.
  - Suelen no darle importancia al delito cometido.
- Habituales:
  - Son los delincuentes propiamente dichos.
  - Viven de sus delitos, siendo su medio de vida.
  - Suelen presentar carencias educacionales, personales y/o sociales.
  - Su captura suele ser considerada como un "episodio de mala suerte", ya que, creen que para la próxima vez que cometan un delito no serán capturados.
  - Su actividad delictiva les suele producir muchas más satisfacciones que la vida socialmente legal.
  - Sus carencias sociales son tan importantes que no saben vivir de otra forma.

### Grados de privación de libertad
El objetivo es que el interno, bajando de grado, vaya paulatinamente acomodándose al régimen de libertad y pueda insertarse definitivamente en la sociedad. 
- Primer grado: máximo grado de privación de libertad (sujetos peligrosos). Conforme a lo dispuesto en el artículo 10 de la Ley Orgánica General Penitenciaria, se clasificarán en primer grado a los internos calificados de peligrosidad extrema o inadaptación manifiesta y grave a las normas generales de convivencia ordenada, ponderando la concurrencia de factores tales como:[8]
  - Naturaleza de los delitos cometidos a lo largo de su historial delictivo, que denote una personalidad agresiva, violenta y antisocial.
  - Comisión de actos que atenten contra la vida o la integridad física de las personas, la libertad sexual o la propiedad, cometidos en modos o formas especialmente violentos.
  - Pertenencia a organizaciones delictivas o a bandas armadas, mientras no muestren, en ambos casos, signos inequívocos de haberse sustraído a la disciplina interna de dichas organizaciones o bandas.
  - Participación activa en motines, plantes, agresiones físicas, amenazas o coacciones.
  - Comisión de infracciones disciplinarias calificadas de muy graves o graves, de manera reiterada y sostenida en el tiempo.
  - Introducción o posesión de armas de fuego en el Establecimiento penitenciario, así como la tenencia de drogas tóxicas, estupefacientes y sustancias psicotrópicas en cantidad importante, que haga presumir su destino al tráfico.

- Segundo grado: régimen ordinario de convivencia. Serán clasificados en segundo grado los penados en quienes concurran unas circunstancias personales y penitenciarias de normal convivencia, pero sin capacidad para vivir, por el momento, en semilibertad.[9]
- Tercer grado: situación de privilegio y de semilibertad. La clasificación en tercer grado se aplicará a los internos que, por sus circunstancias personales y penitenciarias, estén capacitados para llevar a cabo un régimen de vida de semilibertad.[10]
- Libertad condicional:
  - El juez de vigilancia penitenciaria acordará la suspensión de la ejecución del resto de la pena de prisión y concederá la libertad condicional al penado que cumpla los siguientes requisitos:[11]
    - Que se encuentre clasificado en tercer grado.
    - Que haya extinguido las tres cuartas partes de la pena impuesta.
    - Que haya observado buena conducta.

### Régimen penitenciario
Se entiende por régimen penitenciario el conjunto de normas o medidas que persiguen la consecución de una convivencia ordenada y pacífica que permita alcanzar el ambiente adecuado para el éxito del tratamiento y la retención y custodia de los reclusos.
Hay tres tipos de régimen:
- El régimen ordinario se aplicará a los penados clasificados en segundo grado, a los penados sin clasificar y a los detenidos y presos.
- El régimen abierto se aplicará a los penados clasificados en tercer grado que puedan continuar su tratamiento en régimen de semi-libertad.
- El régimen cerrado se aplicará a los penados clasificados en primer grado por su peligrosidad extrema o manifiesta inadaptación a los regímenes comunes anteriores y a los preventivos en quienes concurran idénticas circunstancias.